# Желонка (буріння свердловин)

Схема черпання нафти в свердловині желонкою

Желонка (рос. желонка; англ. bailer, sludge pump; нім. Schmantbüchse f, Schöpfbüchse f, Schöpflöffel m) — металева посудина циліндричної форми, якою вичерпують рідину і зруйновану породу, пісок, бруд на поверхню із свердловини під час буріння, чищення піщаних пробок, доставляють у свердловину цементний розчин, здійснюють пробне відбирання рідини з пласта під час освоєння свердловин.
Розрізняють:
- желонку, що являє собою трубу з плоским чи тарілчастим клапаном внизу і дужкою для приєднання троса вверху (звичайна Ж.),
- поршневу Ж., в якій всмоктування рідини і шламу в желонку після кожного удару по вибою здійснюється з допомогою поршня,
- пневматичну Ж., заповнення і розвантаження якої здійснюється під дією надлишкового тиску, що створюється в двох її камерах (пісковій і повітряній).

Ж. застосовується при бурінні свердловин ударно-канатним способом, підземному ремонті свердловин, випробуванні пластів і освоєнні свердловин.
Під час опускання в свердловину донний клапан відкривався і желонка наповнювалась нафтою, а під час піднімання желонки він опускався й закривав отвір. За допомоги тартання на початку ХХ ст. в Галичині та в Бакинському районі видобували 95 % нафти. Поступово старий желонковий спосіб видобування нафти у Галичині був майже витіснений методом свабування (поршнювання), який набув найбільшого поширення в Бориславському районі. Цей метод для видобутку нафти на території Прикарпаття застосовувався до 1930-х років.